# Khmelnytskyï
Pour le chef de Cosaques, voir Bogdan Khmelnitski.
Khmelnytskyï (en ukrainien : Хмельницький) ou Khmelnitski (en russe : Хмельницкий et Proskourov avant 1954) est une ville d’Ukraine occidentale et la capitale administrative de l’oblast de Khmelnytskyï. Sa population s’élève à 274 452 habitants en 2022.

## Géographie

### Situation
Khmelnytskyï, située à 276 km au sud-ouest de Kiev, est arrosée par le plus long fleuve d'Ukraine : le Boug méridional, qui marque la limite orientale du plateau de Podolie.

### Transports

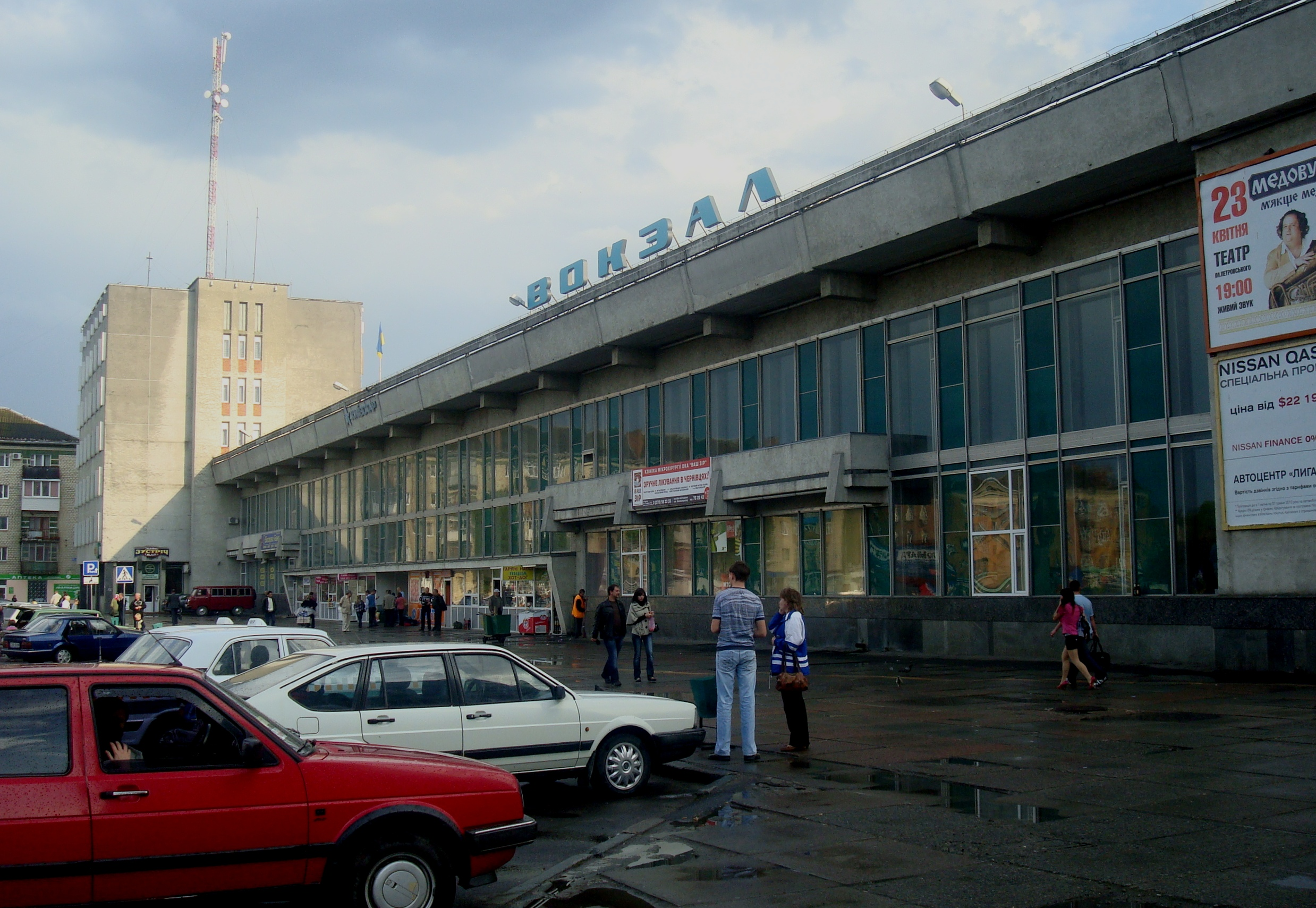
La gare de Khmelnytskyï.

Khmelnytskyi est relié par des voies de transport à Moscou, Prague, Bratislava, Varsovie, Budapest, Belgrade et à toutes les grandes villes d'Ukraine.
En plus de la route, il existe l'aéroport de Khmelnytskyï-Ruzhychna, la gare de Gretcheny (dépôt ferroviaire) et la gare de Khmelnytskyï connecte la ville avec le reste des cités majeures.

## Histoire
La ville fut fondée en 1493 sous le nom de Proskouriv (en russe : Proskourov). La ville comptait une importante communauté juive, lors du recensement de 1897, ils étaient 11 411 membres soit la moitié de la population totale.

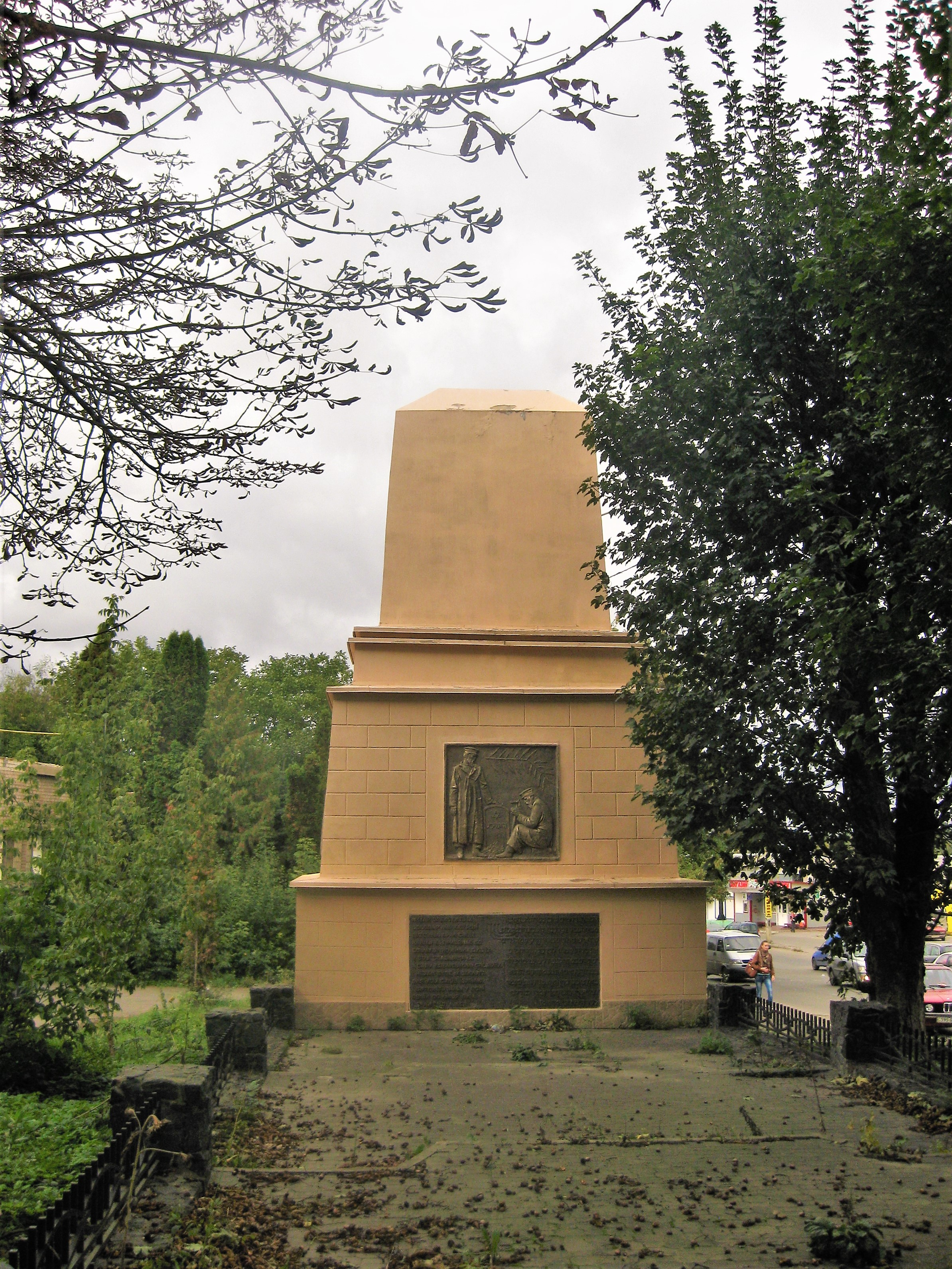
Monument classé érigé à la mémoire des Juifs de la ville assassinés lors du pogrom de 1919.

Le 15 février 1919, lors de la campagne de pogroms antisémites en Ukraine, le pogrom de Proskurov est perpétré. 1 500 à 1 700 Juifs de la ville sont massacrés et plus de 1 000 sont blessés par les hommes d'Ivan Semesenko (en). La Croix-Rouge indiqua que les soldats « forçaient les portes des maisons, sortaient leur sabre et commençaient à tuer tous les Juifs qui leur tombaient sous la main, sans distinction d’âge ou de sexe. Ils tuaient les vieillards, les hommes, les femmes et les enfants (...) Ceux qui étaient dans les caves étaient tués à la grenade  ».
Au cours de la Seconde Guerre mondiale, les Allemands occupent la ville de juillet 1941 à mars 1944. Le 4 novembre 1941, 5 300 Juifs de la ville sont assassinés lors d'exécutions de masse perpétrées par un Einsatzgruppen. Un ghetto est construit dans lequel on enferme les juifs survivants et que l'on contraints aux travaux forcés. Ils seront exécutés à l'automne 1942. Au total, plus de 9 500 Juifs seront tués.
En 1954, la ville est renommée Khmelnitski pour le tricentenaire du traité de Pereïaslav négocié par Bohdan Khmelnytsky et qui arracha une grande partie de l’Ukraine à la domination polonaise en créant l’hetmanat cosaque.

## Population

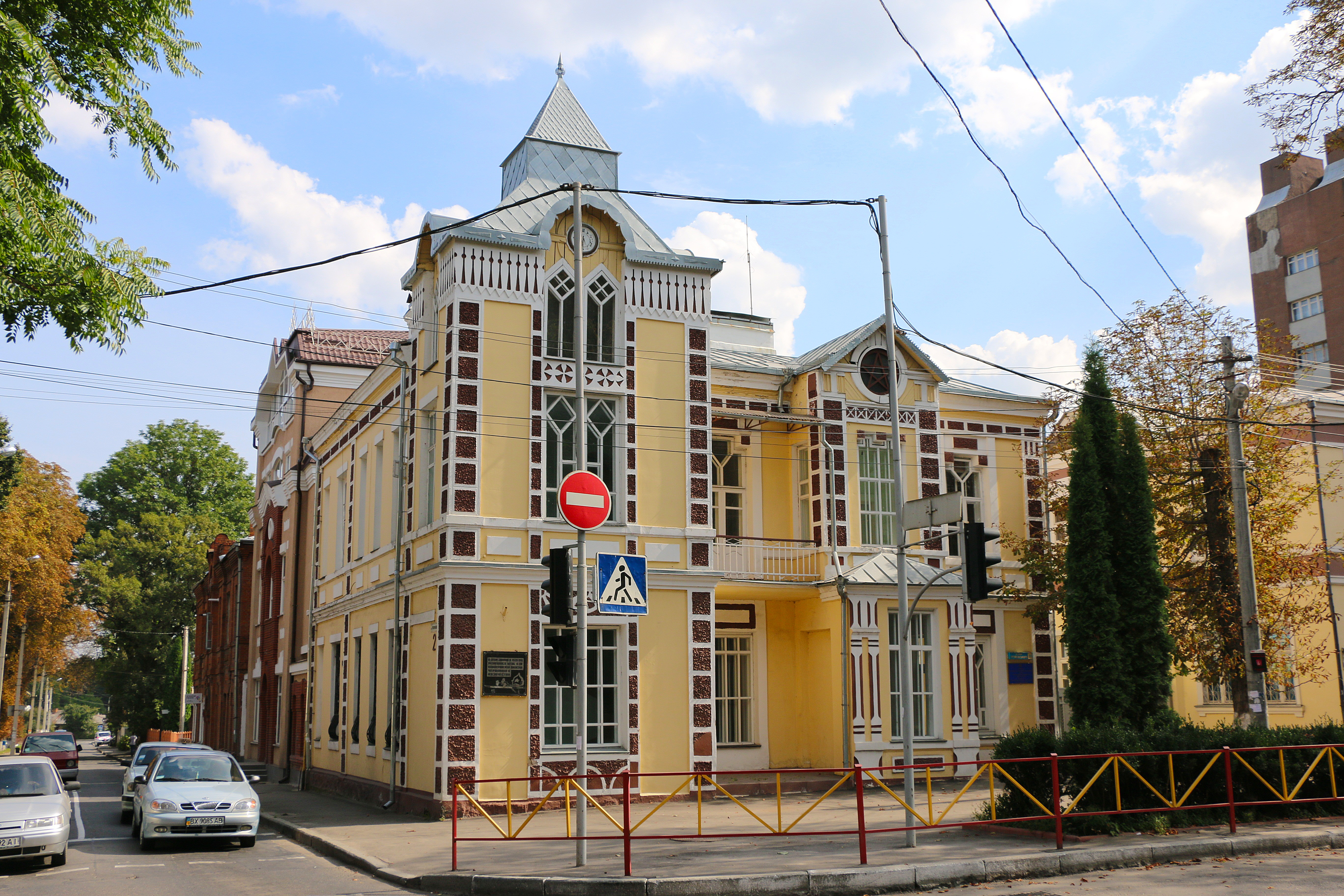
École juive Будинок Миколи Сікори à Khmelnytskyï. Aout 2014.

Recensements (*) ou estimations de la population :
| 1897*  | 1907   | 1920   | 1923*  |
| ------ | ------ | ------ | ------ |
| 22 855 | 26 200 | 19 000 | 23 902 |

| 1926*  | 1939*  | 1943   | 1959*  |
| ------ | ------ | ------ | ------ |
| 27 298 | 37 481 | 12 510 | 62 473 |

| 1970*   | 1979*   | 1989*   | 2001*   |
| ------- | ------- | ------- | ------- |
| 112 959 | 171 801 | 236 938 | 253 994 |

| 2011    | 2012    | 2013    | - |
| ------- | ------- | ------- | - |
| 262 788 | 263 703 | 264 988 | - |

## Jumelages
La ville de Khmelnytskyï est jumelée avec :
- Modesto (États-Unis) depuis aout 1987
- Silistra (Bulgarie) depuis avril 1992
- Bor (Serbie) depuis mai 1995
- Bălți (Moldavie) depuis juin 1996
- Ciechanów (Pologne) depuis novembre 1996
- Kramfors (Suède) depuis mai 1997
- Shijiazhuang (Chine) depuis octobre 1998
- Aguascalientes (Mexique) depuis avril 2002
- Šiauliai (Lituanie) depuis mai 2001
- Manises (Espagne) depuis juin 2002
- Karmiel (Israël) depuis septembre 2007

## Personnalités
Principales personnalités nées à Khmelnytski :
- William Chomsky (en) (1895 ou 1896-1977), spécialiste de l'hébreu, père de Noam Chomsky, linguiste américain.
- Ariel Durant (1898-1981), écrivaine et philosophe américaine.
- Lesia Nikitouk (1987-), présentatrice de télévision ukrainienne.
- Denys Monastyrsky (1980-2023), homme politique, ministre de l'Intérieur ukrainien
- Oksana Chatchko (1987- 2018), artiste d'*icônes, activiste, *sextrémiste et cofondatrice du mouvement *FEMEN
- Oleksandra Chevtchenko (1988-), activiste politique et cofondatrice du mouvement *FEMEN
- Hanna Vassylivna Hutsol (1984-), activiste, cofondatrice du mouvement *FEMEN, sociologue et économiste ukrainienne.

## Patrimoine culturel
- Le théâtre Chilman.

## Lieux d'intérêt
L'Académie nationale du service des gardes-frontières d'Ukraine.

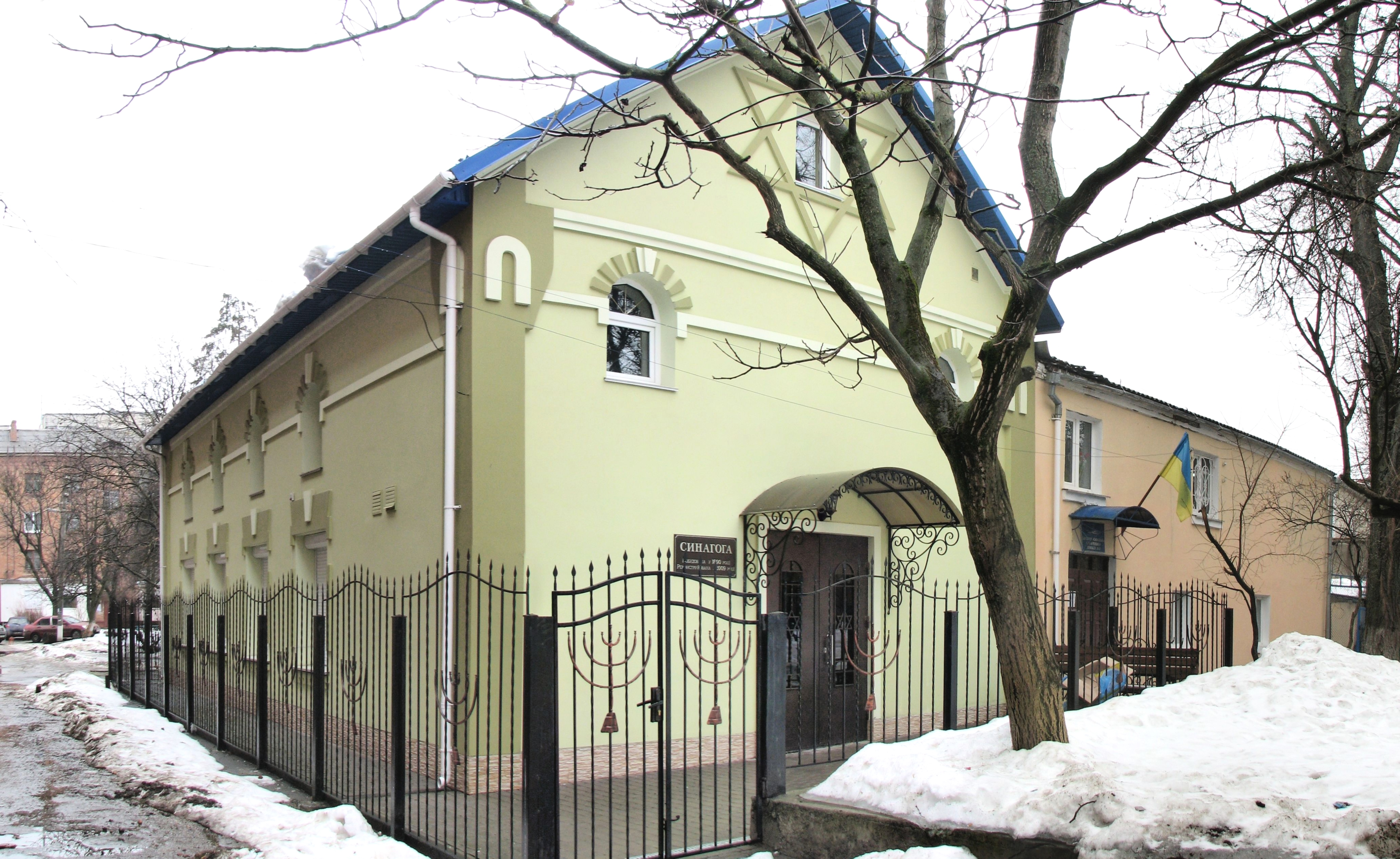
La synagogue des artisans, classée[6],
statue de Bogdan Khmelnitski, classée[7],
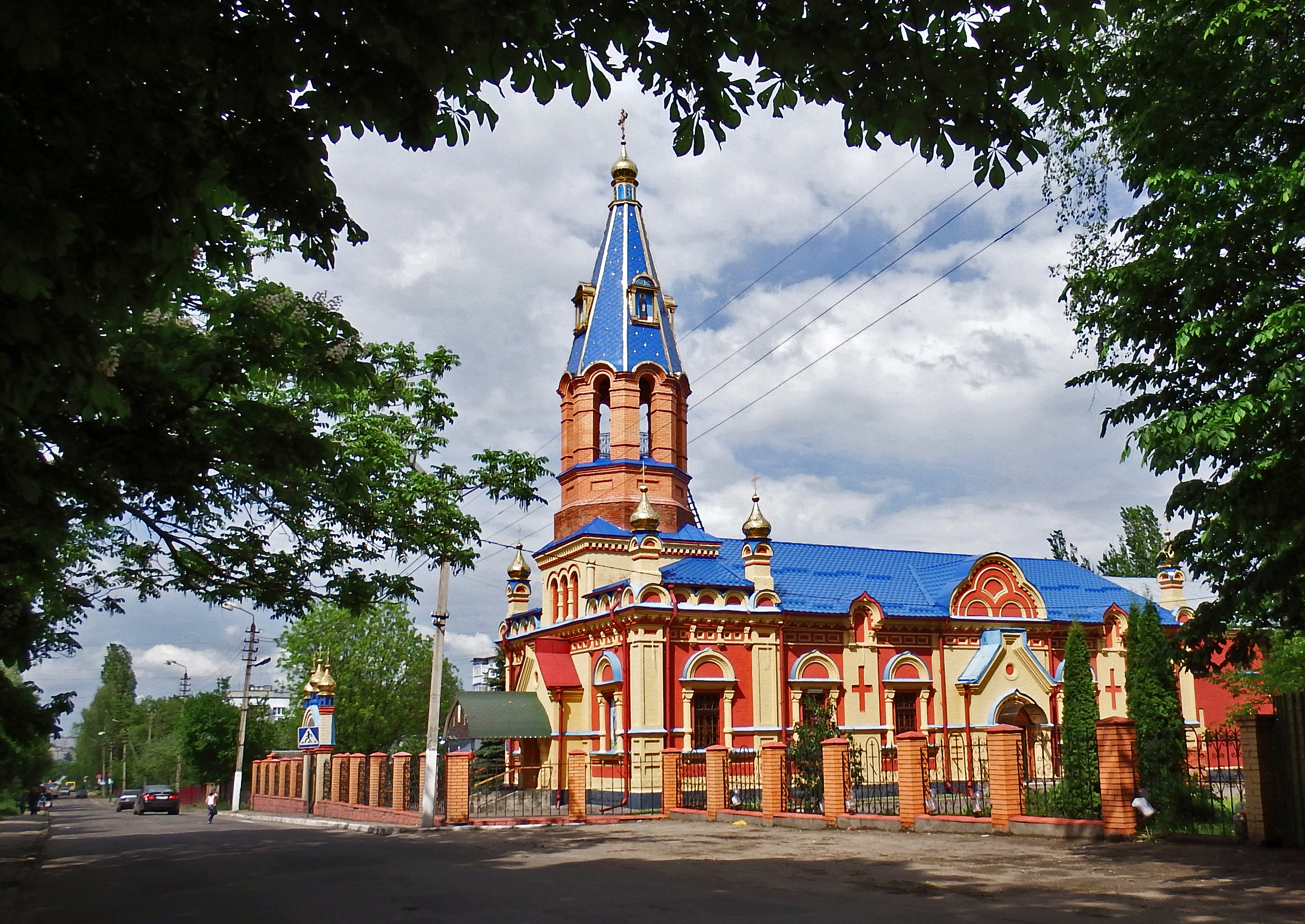
l'église st-André, classée[8],
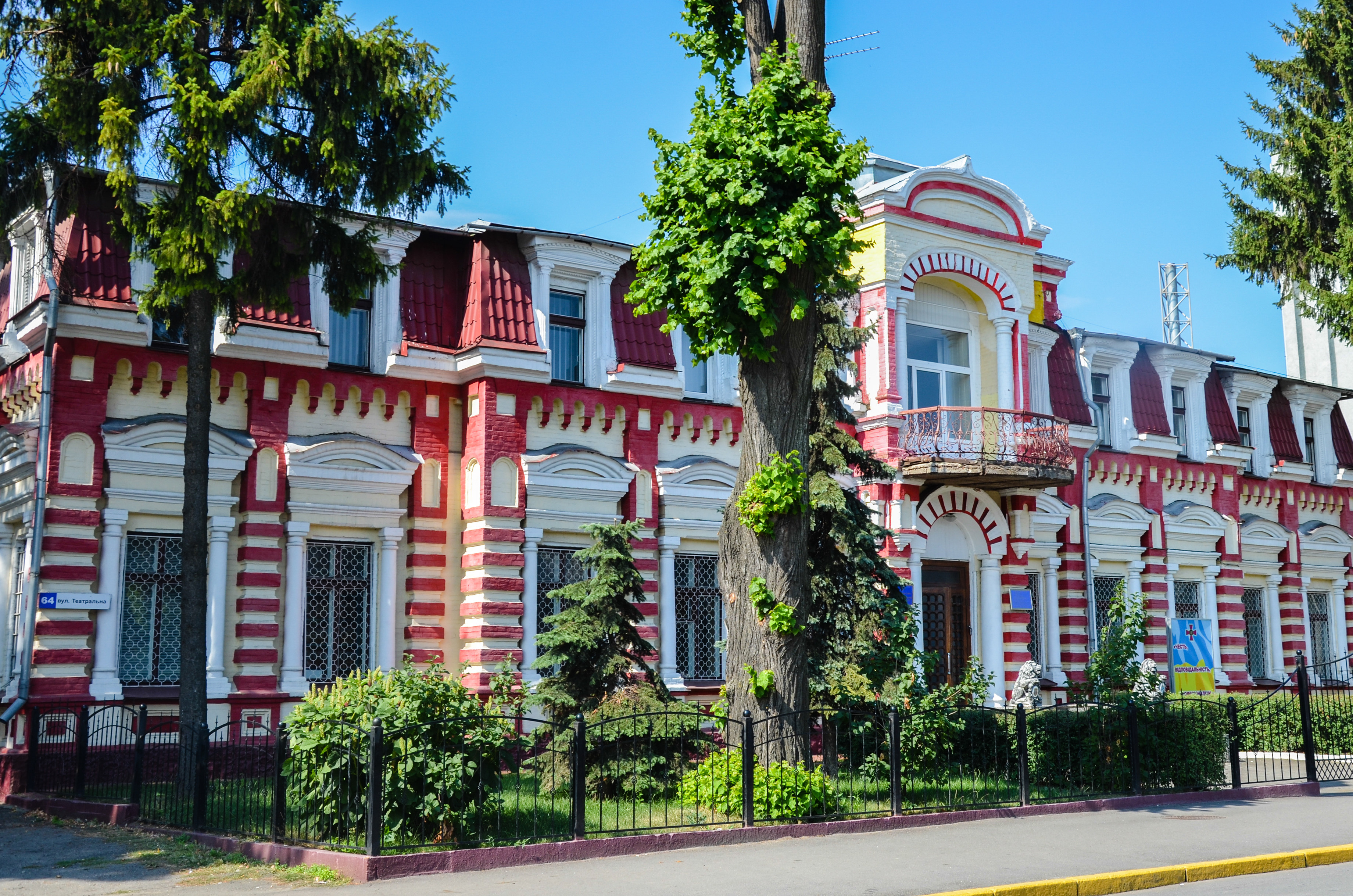
l'ancienne poste, classée[9],
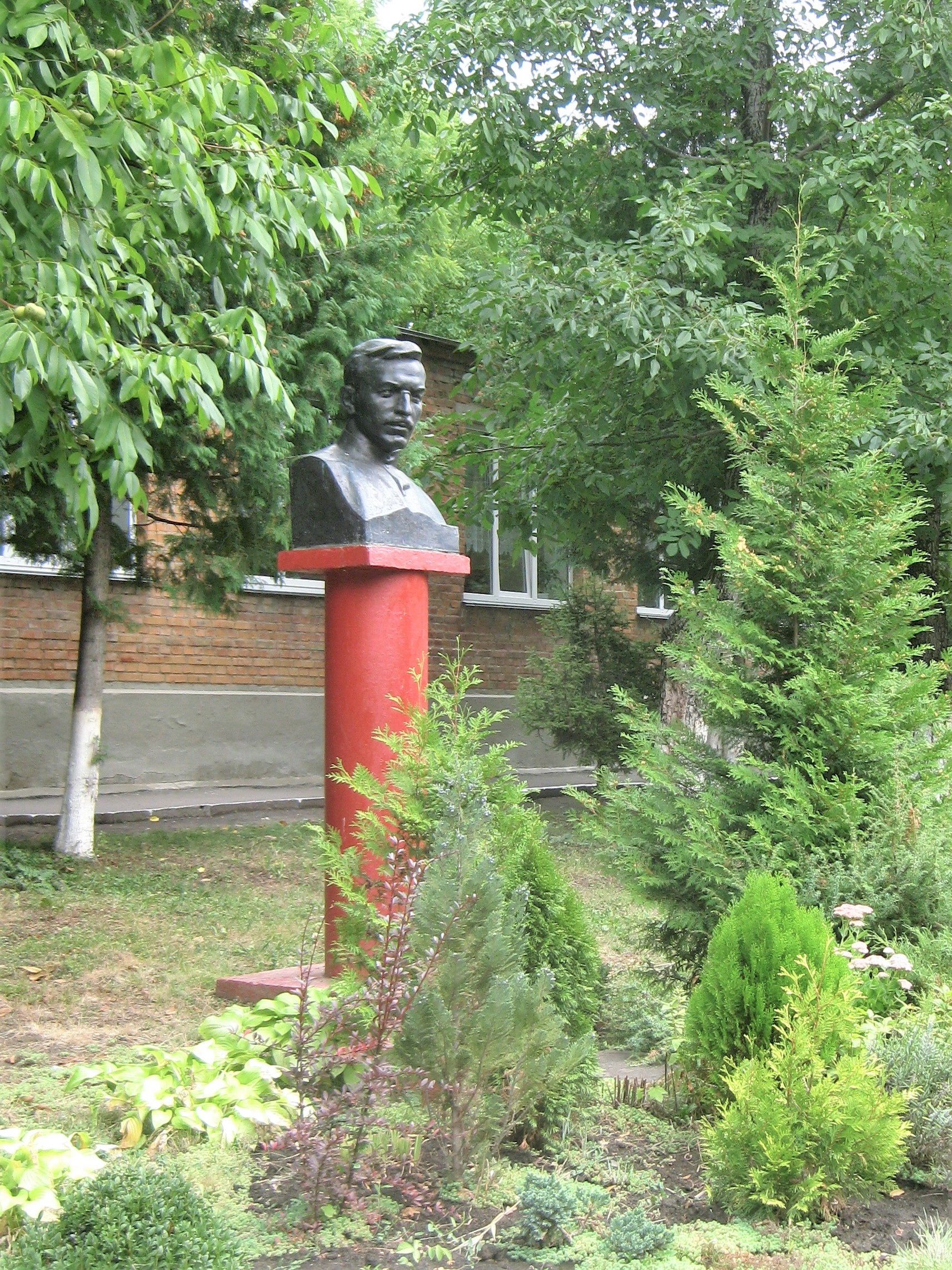
le buste de Makarenko, classé[10],
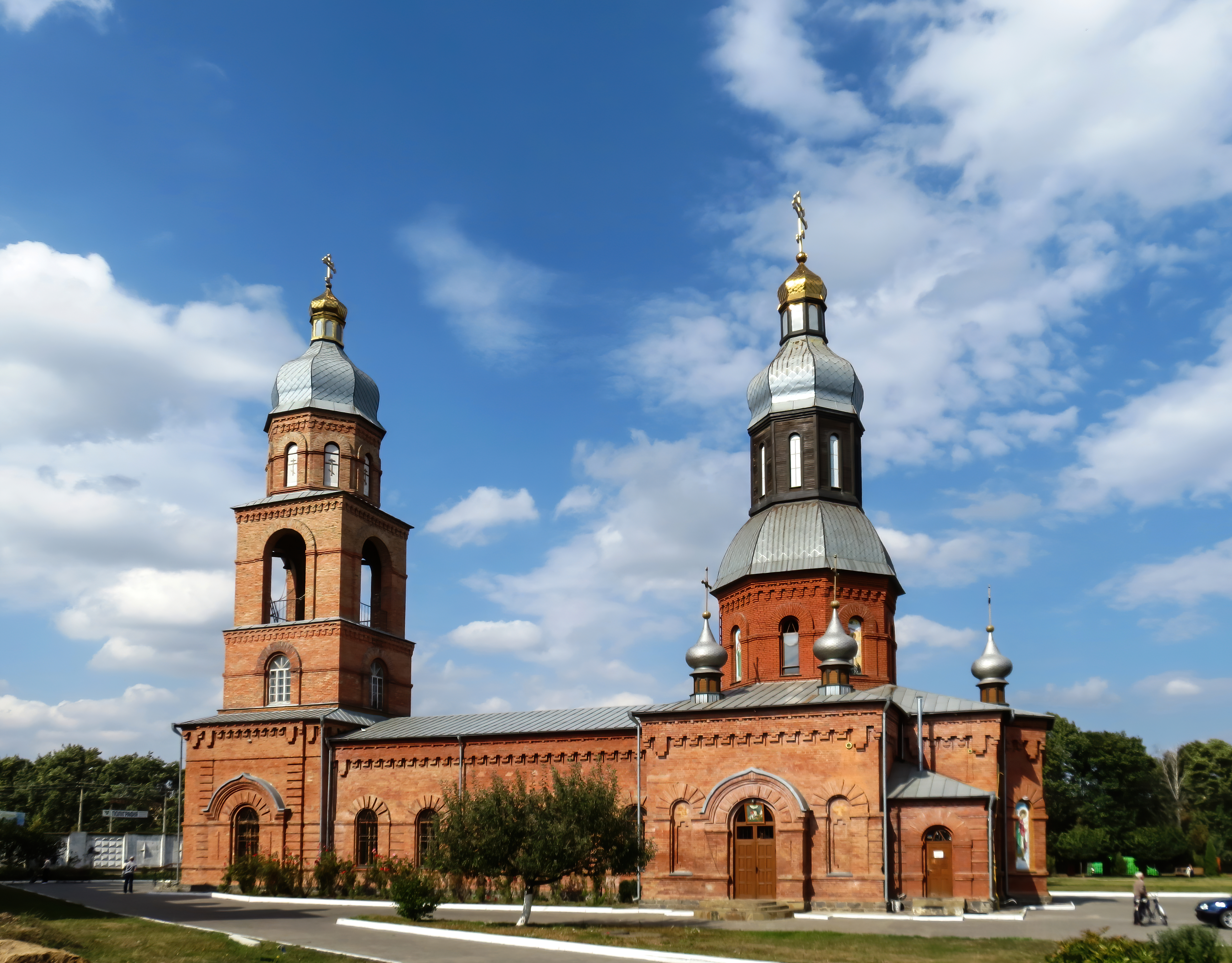
église st-Georges, classée[11],
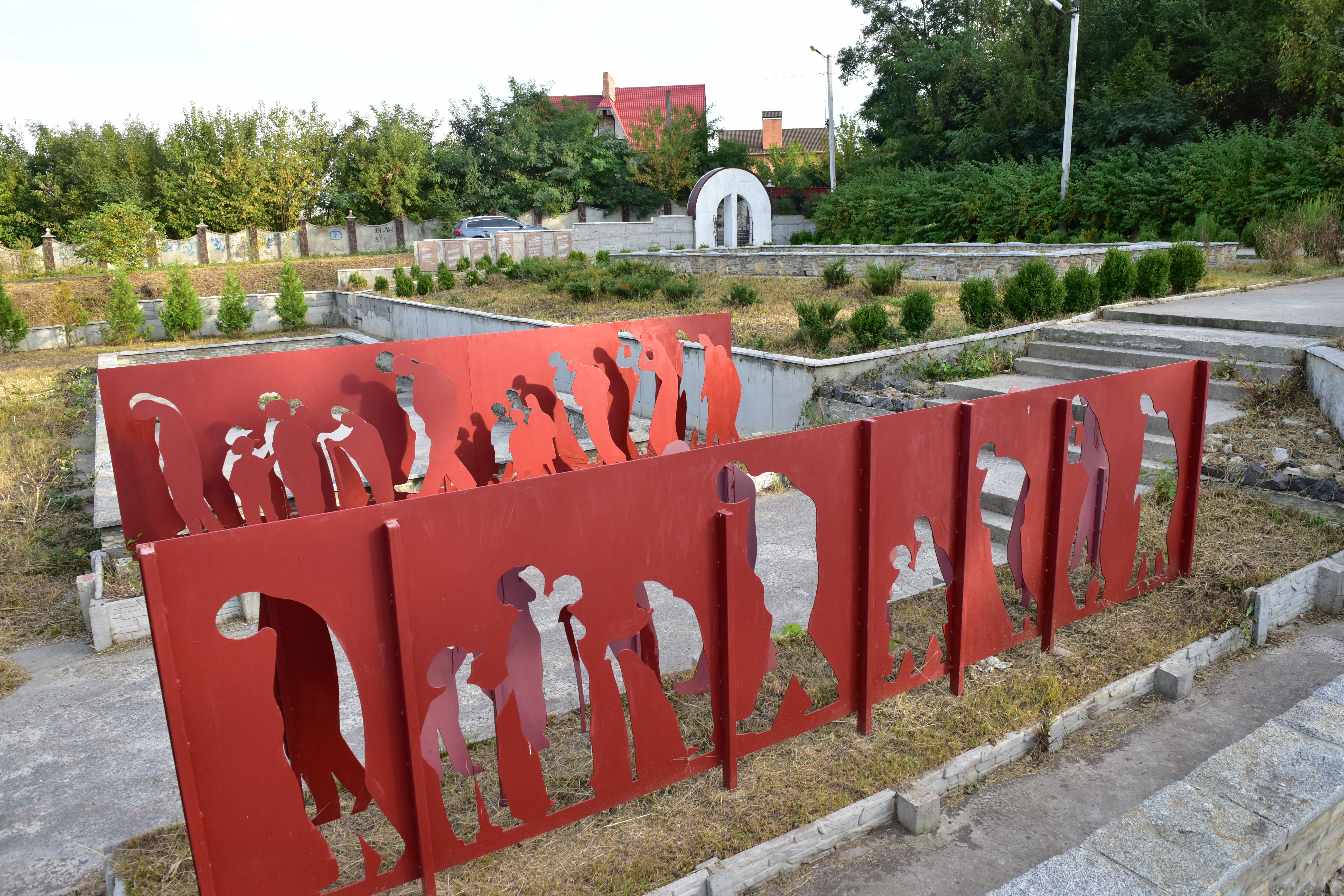
monument aux victimes de l'holocauste, classé[12],
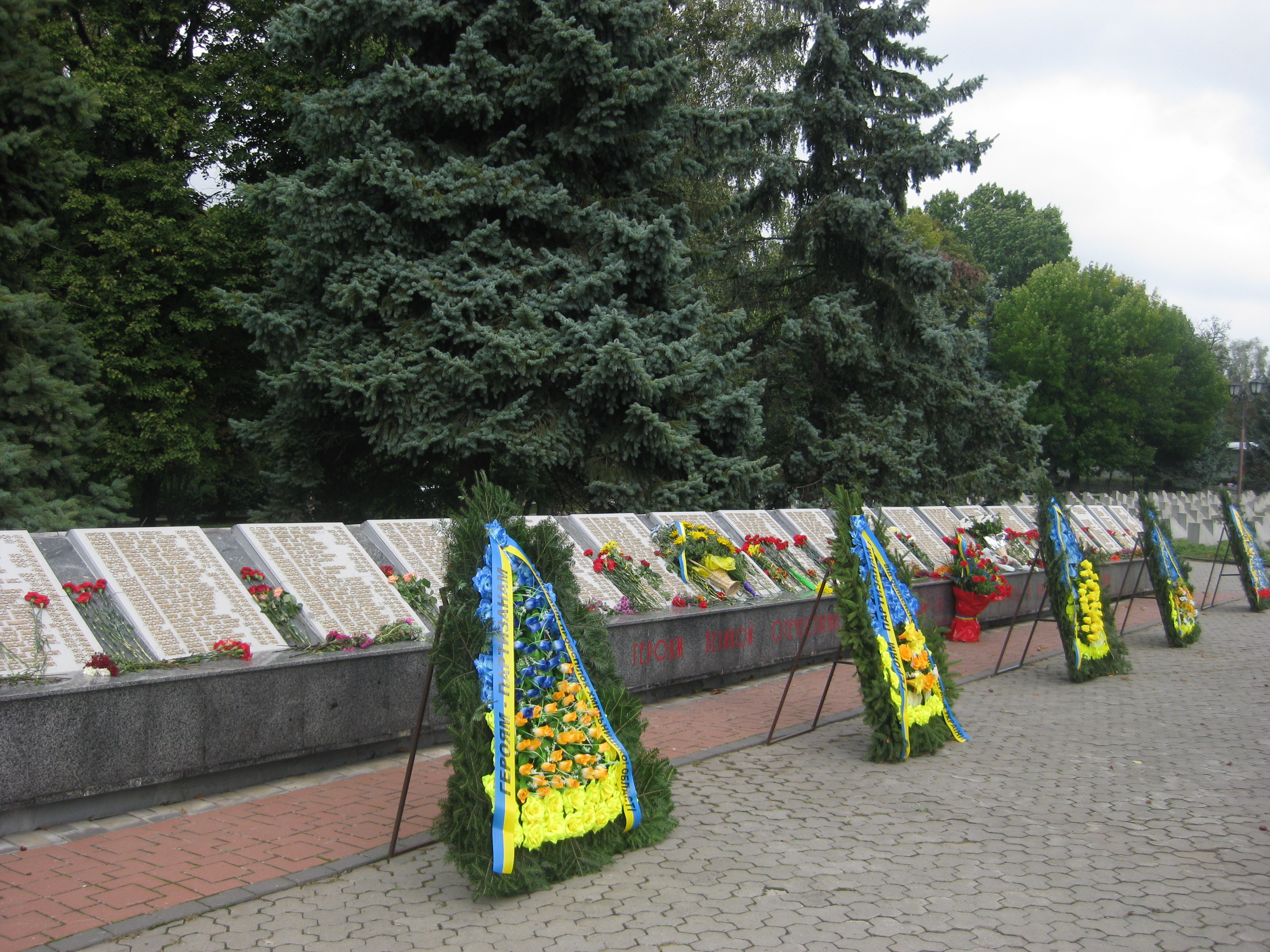
cimetière de la guerre, classé[13],
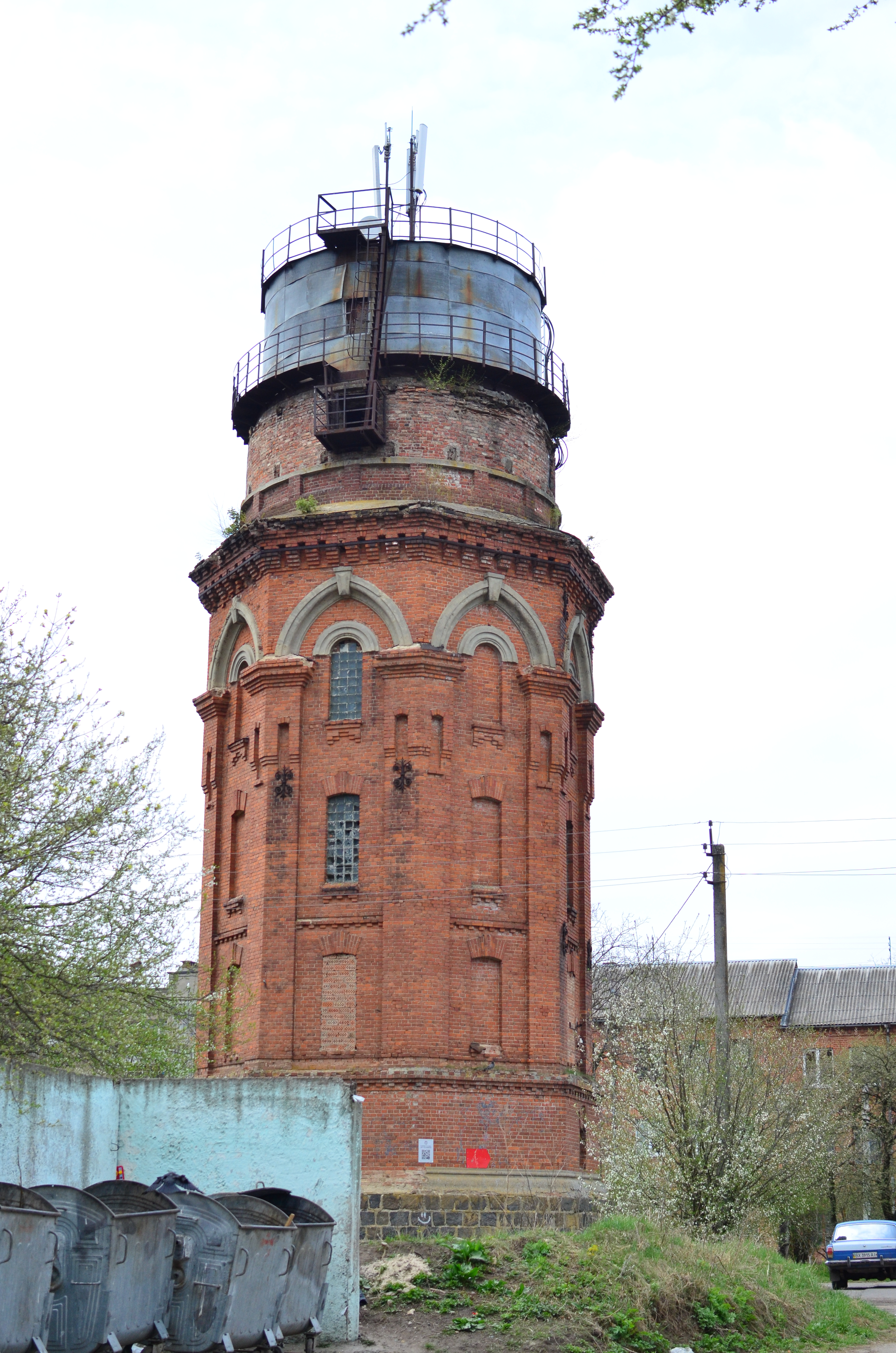
château d'eau, classé[14],
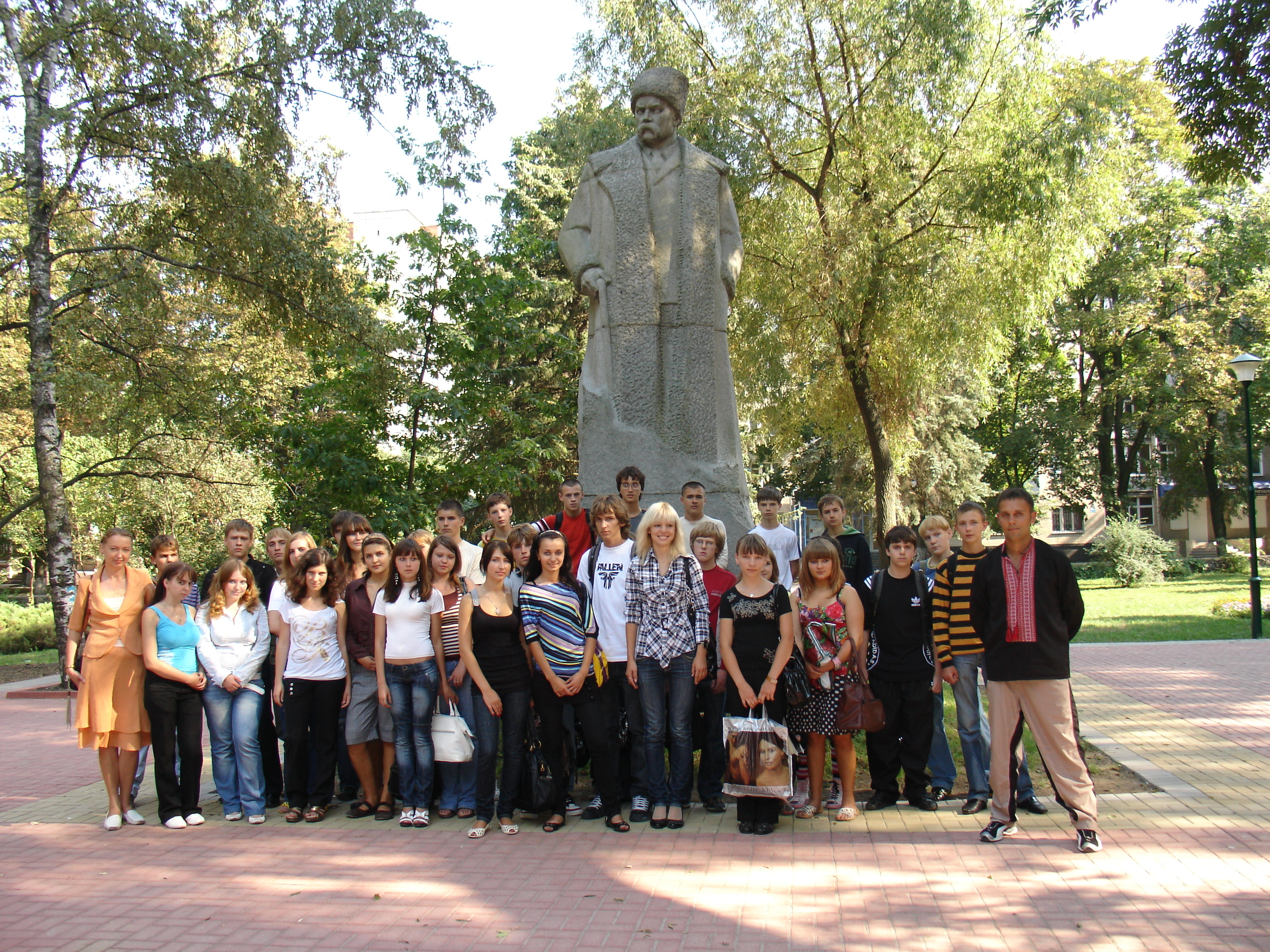
statue de Taras Chevtchenko, classé[15],
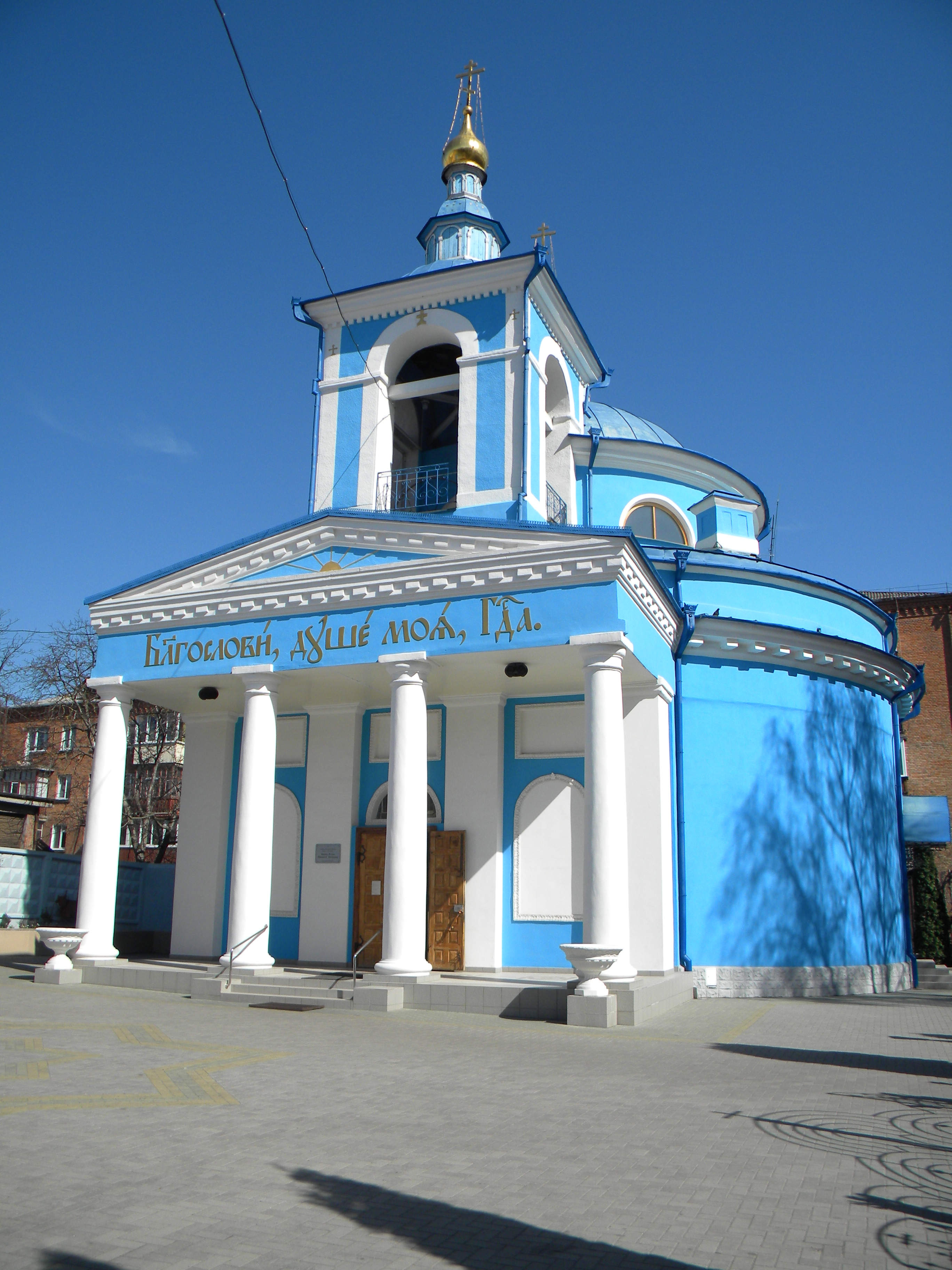
église de la Nativité, classée[16].

### Dans la culture
L'action du roman Le Duel, d'Alexandre Kouprine, paru en 1905, se déroule dans la ville de Proskourov.

## Climat
La ville présente un climat continental modéré.
| Mois                                | jan.  | fév. | mars  | avril | mai  | juin | jui. | août | sep. | oct.  | nov.  | déc.  | année |
| ----------------------------------- | ----- | ---- | ----- | ----- | ---- | ---- | ---- | ---- | ---- | ----- | ----- | ----- | ----- |
| Température minimale moyenne (°C)   | −7,4  | −6,5 | −2,7  | 3,2   | 8,6  | 11,8 | 13,5 | 12,7 | 8,4  | 3,7   | −0,7  | −5,3  | 3,4   |
| Température moyenne (°C)            | −4,5  | −3,5 | 0,8   | 8     | 13,9 | 17   | 18,6 | 17,8 | 13,1 | 7,7   | 2     | −2,7  | 7,4   |
| Température maximale moyenne (°C)   | −2,1  | −0,6 | 4,6   | 12,9  | 19,3 | 22,2 | 23,9 | 23,3 | 18,5 | 12,3  | 4,8   | −0,5  | 11,6  |
| Record de froid (°C)                | −30,5 | −27  | −23,6 | −7,2  | −2,8 | 2,2  | 3,6  | 2,1  | −5   | −11,4 | −17,8 | −25,4 | −30,5 |
| Record de chaleur (°C)              | 12    | 17,1 | 23    | 26,5  | 31,7 | 33,9 | 35,5 | 34   | 30,4 | 26,6  | 20    | 12,8  | 35,5  |
| Précipitations (mm)                 | 32,5  | 36,4 | 30,2  | 50    | 60,6 | 94,1 | 105  | 64,4 | 58,4 | 38    | 45,5  | 41,7  | 656,8 |
| Nombre de jours avec précipitations | 20,7  | 19   | 17,7  | 13,1  | 11   | 11,3 | 10,5 | 7,7  | 10,5 | 11,5  | 16,1  | 20,2  | 169,3 |
| Humidité relative (%)               | 87,5  | 85,1 | 78,1  | 65,9  | 65,5 | 71,3 | 74,1 | 72,4 | 75,5 | 80,9  | 88    | 88,9  | 77,8  |